# Мельников, Николай Петрович (инженер)
Николай Петрович Мельников (1848 — после 1908) — инженер-технолог.

## Биография
Учился в 1-й киевской гимназии и лицее князя Безбородко в Нежине. В 1872 году со званием технолога 1-го разряда окончил химическое отделение Петербургского технологического института. В 1877 году после представления диссертации получил звание инженера-технолога.
Основное внимание обращал на писчебумажное производство и винокурение. Был директором бумажной фабрики Одесского акционерного общества; имел в Одессе техническое бюро.